# Anopheles farauti
Anopheles farauti este o specie de țânțari din genul Anopheles, descrisă de Laveran în anul 1902. Conform Catalogue of Life specia Anopheles farauti nu are subspecii cunoscute.

## Galerie

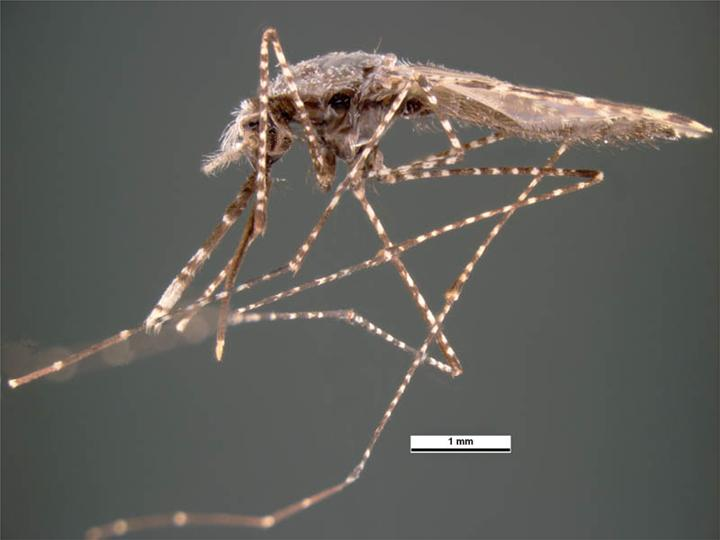